# 香港聯繫匯率制度

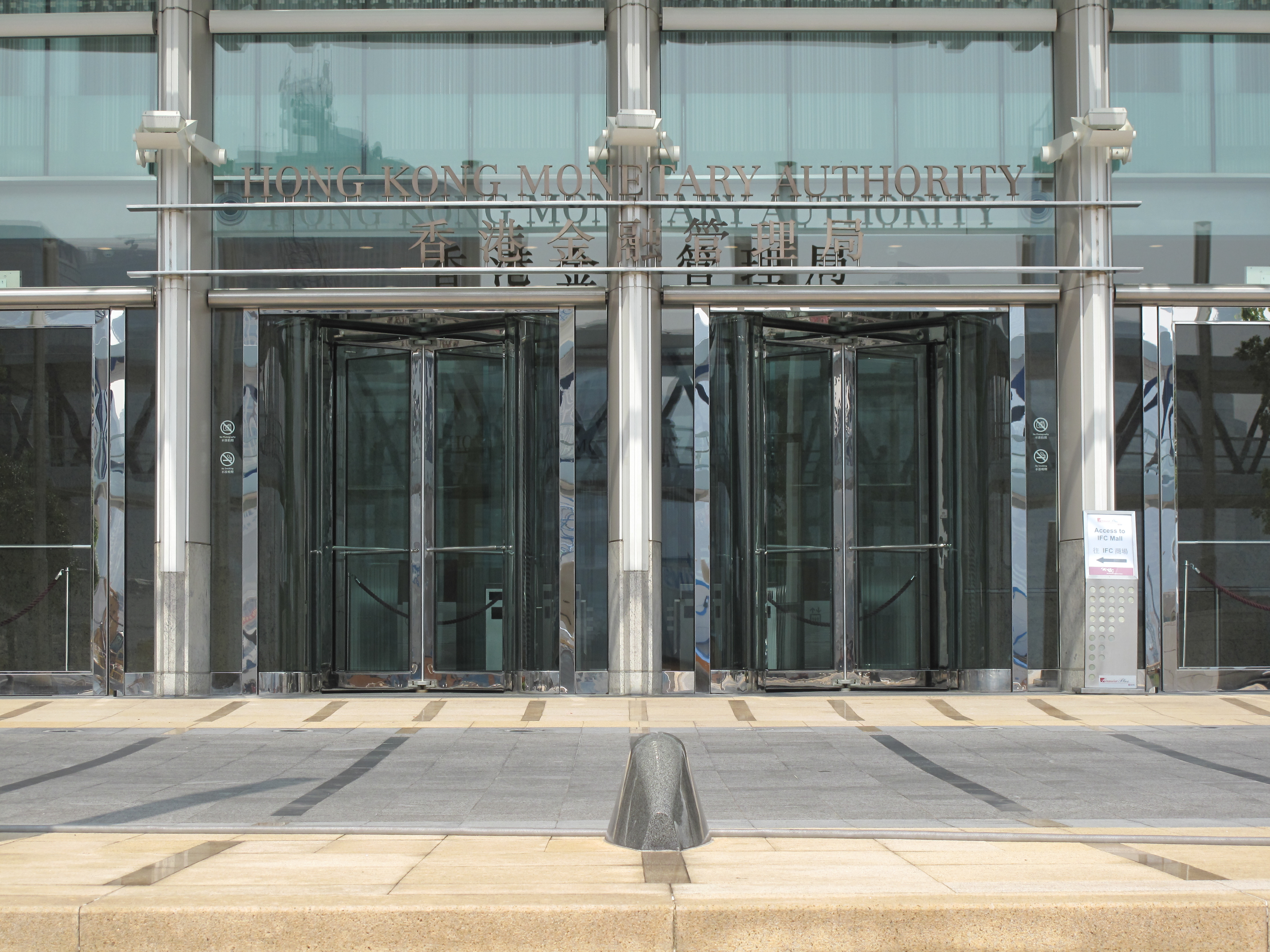
香港金融管理局

香港聯繫匯率制度，是香港由1983年10月17日開始實施的匯率制度。在聯繫匯率制度的架構內維持匯率穩定是香港金融管理局（金管局）的首要貨幣政策目標之一。香港聯繫匯率制度屬於一種貨幣發行局固定匯率制度，以百分百外匯儲備保證，港元以7.75至7.85港元兌1美元的匯率與美元掛勾，2005年前為不弱於7.8港元兌1美元。
政府或中央銀行在正常情況下不會主動插手干預外匯市場（即通過控制港元的供應與需求來直接影響匯率）；匯率穩定主要透過香港三間發鈔銀行（中銀香港、香港上海匯豐銀行、渣打銀行）進行套利活動達成，可稱之為一個自動調節機制；這亦是香港聯繫匯率制度與其他固定匯率制的最大不同之處。

## 聯繫匯率制度的運作

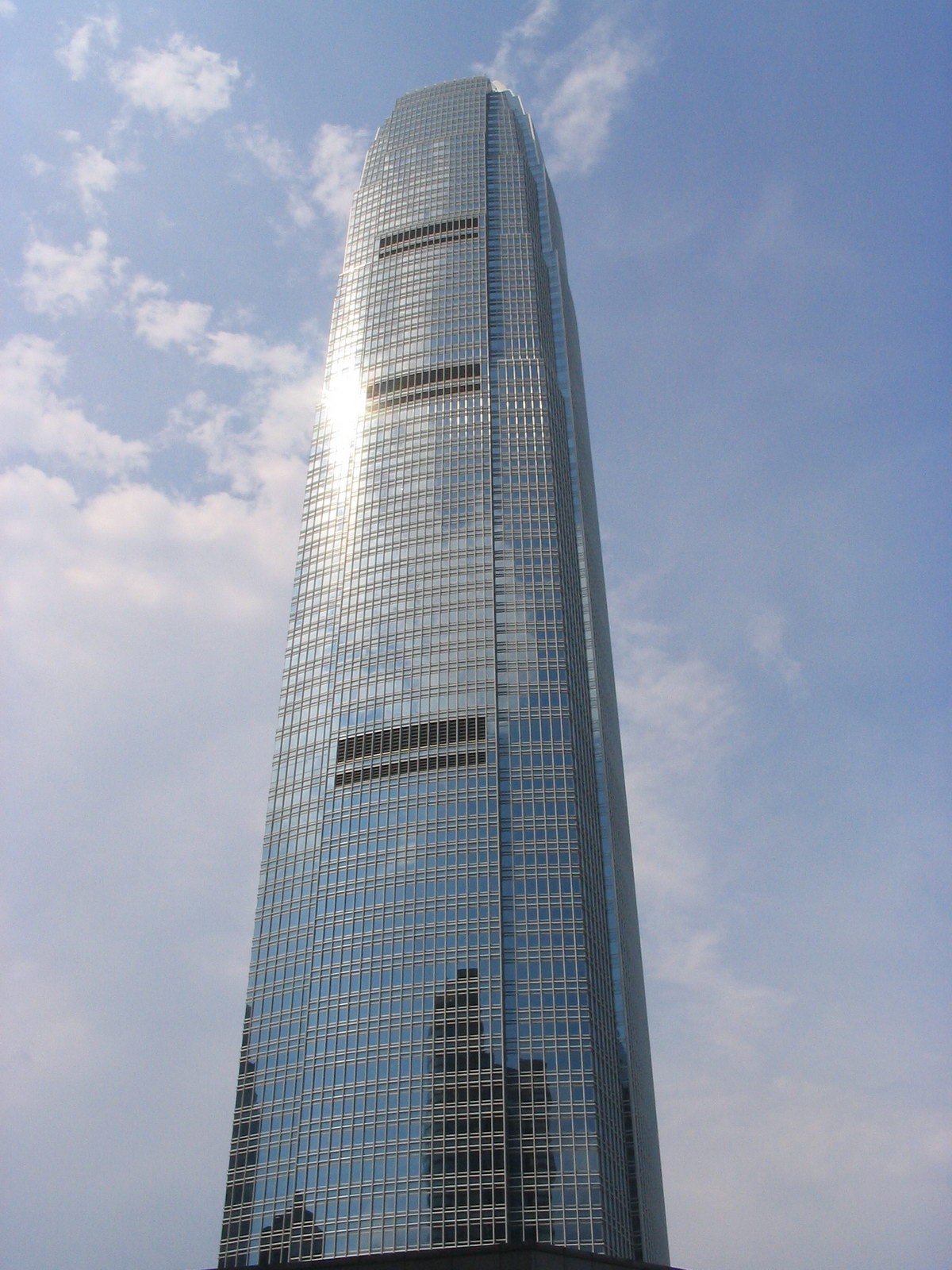
香港金融管理局的總部位於國際金融中心二期

### 貨幣發行局制度
香港聯繫匯率制度是一種貨幣發行局制度。貨幣發行局制度的意思是貨幣基礎的流量和存量均得到一種外幣提供百分百支持。換言之，貨幣基礎的任何增減變動都必須得到外匯儲備按固定匯率計算的配合。在香港聯繫匯率制度下，三間發鈔銀行可以按7.8港元兌1美元的匯率以美元向金管局購買負債證明書，或相反，以負債證明書按7.8港元兌1美元的匯率退回等值美元。即是說，發鈔銀行要增加或減少貨幣供應，都必須以等值的美元支持。當中的樞紐就是負債證明書。

#### 香港的外匯儲備
香港的外匯儲備由香港外匯基金持有。在香港，外匯基金資產總額達4080億美元（2017年6月）約相當於香港流通貨幣的7倍，反觀理論上，只要外匯儲備等值於貨幣基礎便足夠。但為了避免潛在的風險，香港金管局前總裁任志剛認為捍衛港元穩定實際所需的外匯儲備高於理論所需之最低水平好幾倍。

#### 香港的貨幣基礎
貨幣基礎是貨幣供應的根基，又稱「高能貨幣」，俗稱「銀根」，一般以M0表示。在學術上，貨幣基礎一般包括流通法定貨幣（CU）及銀行系統儲備（R）（{\displaystyle M_{0}=CU+R}）。而香港的貨幣基礎主要由四部分組成：
- 政府發行的紙幣及硬幣
- 負債證明書（用以支持發鈔銀行發行紙幣）
- 總結餘（指商業銀行在金管局所持的結算戶口之結餘總額，反映銀行同業的流動資金水平）
- 外匯基金票據及債券（金管局代政府發行的港元債券，是金管局為外匯基金發行之債務工具）

2016年10月28日，貨幣基礎總額是1,614,970百萬。

### 自動調節機制
香港聯繫匯率制度下，7.8港元兌1美元的匯率實際上只存在於金管局與三家發鈔銀行的買賣負債證明書之交易之間，市場匯率由市場力量決定，因此或許會有波動。可以說，聯匯制度下，實際上有兩個匯率：一個是7.8港元兌1美元的聯繫匯率，存在於金管局與三家發鈔銀行之間；一個是市場匯率。右圖顯示了港元市場匯價的變化，可見即使在聯匯制度下，市場上港元兌美元並非絕對地以7.8港元兌1美元。以下的數式概括了兩者的關係：
市場匯率≈7.8港元兌1美元的聯繫匯率。
聯匯制度下，維持市場匯率穩定依賴三家發鈔銀行的套戥活動。因為每當市場匯率有波動，偏離聯繫匯率，三家發鈔銀行可通過7.8港元兌1美元的聯繫匯率向金管局買入或賣出負債證明書圖利。舉例說，假設港元的市場匯率貶值至8港元兌1美元，發鈔銀行可以持負債證明書向金管局以7.8港元兌1美元的聯繫匯率換取美元，每換取1美元便可從中獲利0.2港元。而又假設港元的市場匯率升值至7.5港元兌1美元，發鈔銀行可以持美元向金管局以7.8港元兌1美元的聯繫匯率購入負債證明書發行港元，每退換1美元便可從中獲利0.3港元。在三家銀行的競爭下，確保了發鈔銀行會在當港元市場匯價波動時入市干預。
在資金流入時，市場人士買入港元，港元市場匯價面臨升值壓力，三家銀行會以美元向金管局購買負債證明書，發行港元獲利。這使香港的貨幣基礎得以擴張，經過貨幣擴張的過程，市場上貨幣供應會增加，逼使利率下調，資金繼而流出。而港元市場匯價回到聯繫匯率的水平。資金流出時的情況亦相似，三家銀行會收回港元，以負債證明書換回美元獲利。這使貨幣基礎收縮，利率上升，吸引資金為賺取利息而流入，港元市場匯價回到聯繫匯率的水平。
此自動調節機制確保了港元的市場匯價不會大幅偏離聯繫匯率。

### 監察運作
貨幣發行局制度由外匯基金諮詢委員會轄下的貨幣發行委員會監察。該委員會定期舉行會議，監察貨幣發行局制度的運作，並研究改進措施。委員會成員包括專家學者、市場專業人士，以及金管局高層人員。自1999年3月起，金管局亦每月公布貨幣發行局帳目。

## 香港匯率制度簡史
香港由開埠，到如今實施7.8港元兌1美元的聯繫匯率制度，中間曾實施過不同類型的匯率制度。

### 1983年之前
聯繫匯率制度在1983年實施，此前香港匯率制度曾經歷幾個階段。

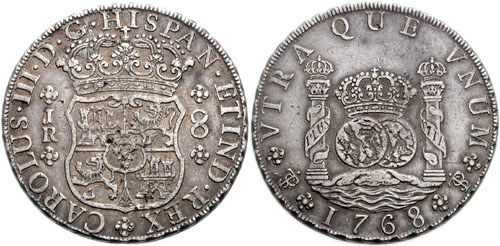
19世紀於香港流通的西班牙銀元

- 1863年至1935年－銀本位制時期

基於英國殖民地政府嘗試推廣英鎊不果，到了1863年，香港政府宣佈以當時的國際貨幣「銀元」作為香港的唯一法定貨幣，並於1866年開始發行自己的銀元。如此直到1935年，香港貨幣制度都是銀本位制。
- 1935年至1972年－與英鎊掛勾

由於後來的全球白銀危機，白銀兌黃金的價格異常波動，所以香港銀元兌英鎊及其他金本位貨幣的匯價時有變動。到了1935年11月，銀價急升，中華民國棄用銀本位制，香港立即跟隨。1935年11月9日，政府宣佈放棄銀本位制，以港元為本地貨幣單位，並按16港元兌1英鎊的匯率將港元與英鎊掛鈎。1935年頒布的《貨幣條例》規定銀行需向外匯基金以英鎊購買負債證明書發行港元紙幣。奠定日後貨幣發行局制度的基礎。
- 1972年至1974年－一度與美元掛勾

其後，因為英國經濟實力減弱，以英鎊作為港元的支柱，變得愈來愈不可靠。1972年6月，英鎊開始自由浮動。港元曾一度與美元掛勾。初時是5.65港元兌1美元，在1973年2月改為5.085港元兌1美元。
- 1974年至1983年－自由浮動及信心危機

1974年11月，因為石油危機後美元弱勢之緣故，港元又改為自由浮動。初時運作大致順利，然而，由於當時的貨幣政策架構尚在發展初階，未足以取代依賴外國貨幣價值來定位的貨幣架構，同時又沒有明確的貨幣政策目標，因此，香港經濟步入動盪期。自1977年始，各種問題，包括貿易逆差、貨幣貶值、通脹高企等開始浮現，尤以1980年代初香港主權談判期間的負面影響最大。1977年4.65港元兌1美元，1978年高見4.61港元兌1美元，至1979年跌至5港元兌1美元，而香港GDP在1976年至1979年的增長率除1978年是較低的8.5%外，其餘各年香港GDP都以超過10%增長，由於期間香港整體經濟仍然向好，故此港元自由浮動在最初數年未有影響市民持有港幣的信心。
踏入1980年代，香港九七前途問題浮現，負面影響香港經濟，主權更替引發信心危機，香港資產價格下跌，香港股市繼而於1981年發生股災，同時動搖到香港市民對港元的信心，隨著中英兩國開始談判香港主權問題，港元在不明朗因素及主權變化的危機下被拋售及不斷貶值，1980年5港元兌1美元，1981年跌至6港元兌1美元，1982年12月再跌至6.5港元兌1美元，1983年9月24日一度下挫至9.60港元兌1美元，比1982年底下跌48%。市民除了將港元兌換成外幣，由於港元匯價下跌，導致通脹加劇，港幣購買力不斷下降，市面一度發生日用品的搶購潮，而樓價則和股市一樣因爲香港前途問題而下跌。

### 實施聯繫匯率制度
爲了維持香港金融體系穩定及安定民心，香港政府於1983年10月15日召開記者會，時任財政司彭勵治在記者會上宣布香港將於10月17日實施聯繫匯率制度，港元與美元掛勾，匯率定為7.8港元兌1美元。彭勵治又稱採用7.8港元兌1美元的匯價，原因是不希望大幅偏離召開記者會當日（10月15日）的匯價，但如果用最近數周港元較低的匯價作爲定價，穩定信心的效用又有可能未如理想。財政司利用香港過往累積的外匯儲備買入港元並沽出美元，緊縮港幣供應，使港元兌美元達到指定匯價。此後港元的匯價基本上穩定下來，而聯繫匯率制度一直實行至今。

### 亞洲金融風暴

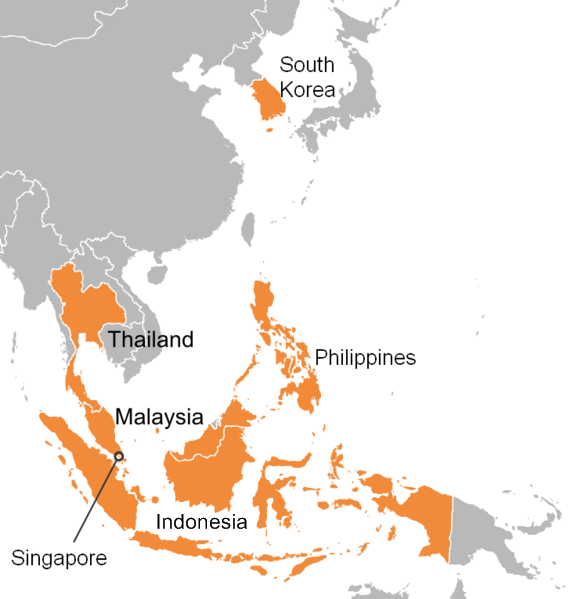
受亞洲金融風暴影響的國家

1997年7月，英國殖民政府「光榮撤退」，留下843億美元香港官方儲備，包括外匯基金及土地基金信託。
香港是亞洲金融風暴中其中一處大受影響之地。而亞洲金融風暴亦是聯繫匯率制度實施以來，面對過的最大型衝擊。1997年10月，當索羅斯利用資金橫掃東南亞後，其帶領的國際炒家將目光投向了香港。當時香港主權移交中华人民共和國不足3個月。雖然香港基本沒有如當時泰國般糟糕，但是房地產和股市泡沫也不少，最後瓊斯及索羅斯選定香港作為第二波衝擊的主戰場，他們認為維持住聯繫匯率制度的成本高昂，認定香港特區政府挺不過去，所以便開始積極研究并很快便發動攻勢。在貨幣發行局制度下，國際炒家的三次進攻均未摧毀港元。
1998年8月5日，在美國股市大跌、日元匯率重挫的配合下，對沖基金開始對港元發動第四次衝擊。此次衝擊幾乎使香港金融市場和聯繫匯率制度陷於崩潰。量子基金和老虎基金發動攻勢，開始炒賣港元，首先向銀行借來大量港元向市場拋售成美元，雖然要支付港美利息差，但同時大量賣空港股期貨。因百分百外匯儲備保證，聯繫匯率理論上不會被攻破，不過香港亦為此付上很大代價。由於炒家狂借港幣加上金管局買入港元以捍衛匯率，市場港元資金來源極度緊張，港元息率大升，隔夜拆息一度高達300%，市場爭相減低槓桿，風險胃納大降，此舉沉重打擊股市和樓市，大鱷藉此圖利。香港特区政府動用了大量財政儲備投入股市抵抗，最終擊退大鱷，一度佔有港股7%的市值，更成為部分公司的大股東。所以一旦股市下挫，聯繫匯率將有可能崩潰。所以到1999年11月，港府持股以盈富基金上市，分批售回市場。
而在亞洲金融風暴中，不少東南亞國家例如泰國放棄原本的固定匯率制度，使其本國貨幣大幅貶值。（詳情可參見亞洲金融危機的影響）

### 鞏固聯匯制度
聯匯制度設立後並非一勞永逸。對聯繫匯率的衝擊自設立以來從未止絕，聯繫匯率制度也得一直強化和進行鞏固。金管局自1997年起相繼推行多次貨幣改革。其中兩個主要里程碑是1998年9月推出的措施，以及2005年5月推出之三項改善措施。
1998年是多事之秋。香港剛主權移交中華人民共和國又正值亞洲金融危機，聯匯制度關係到香港經濟的深層次問題，亦因此深受關注。亞洲金融危機之中，香港金融市場承受巨大的投機壓力。大量資金的非正常流動驅使聯繫匯率制度的自動調節機制力度不足，特區政府被迫把息率大幅調高，隔夜拆息一度高達300%。市場廣泛流傳著聯繫匯率制度不保的消息。有見及此，金管局於是在1998年9月推出七項鞏固貨幣發行局制度的技術性措施。當中兩項主要措施是：
- 提供弱方兌換保證（予持牌銀行明確保證，可以按7.75港元兌1美元的固定匯率，把它們的結算戶口內的港元兌換為美元。並於1999年4月1日起，將兌換保證適用的匯率，每一公曆日調整一點子，直至2000年8月12日調整至7.80為止）[23]
- 調整貼現窗機制

此等措施有助壓抑利率過度波動及因此而起的不穩定影響。

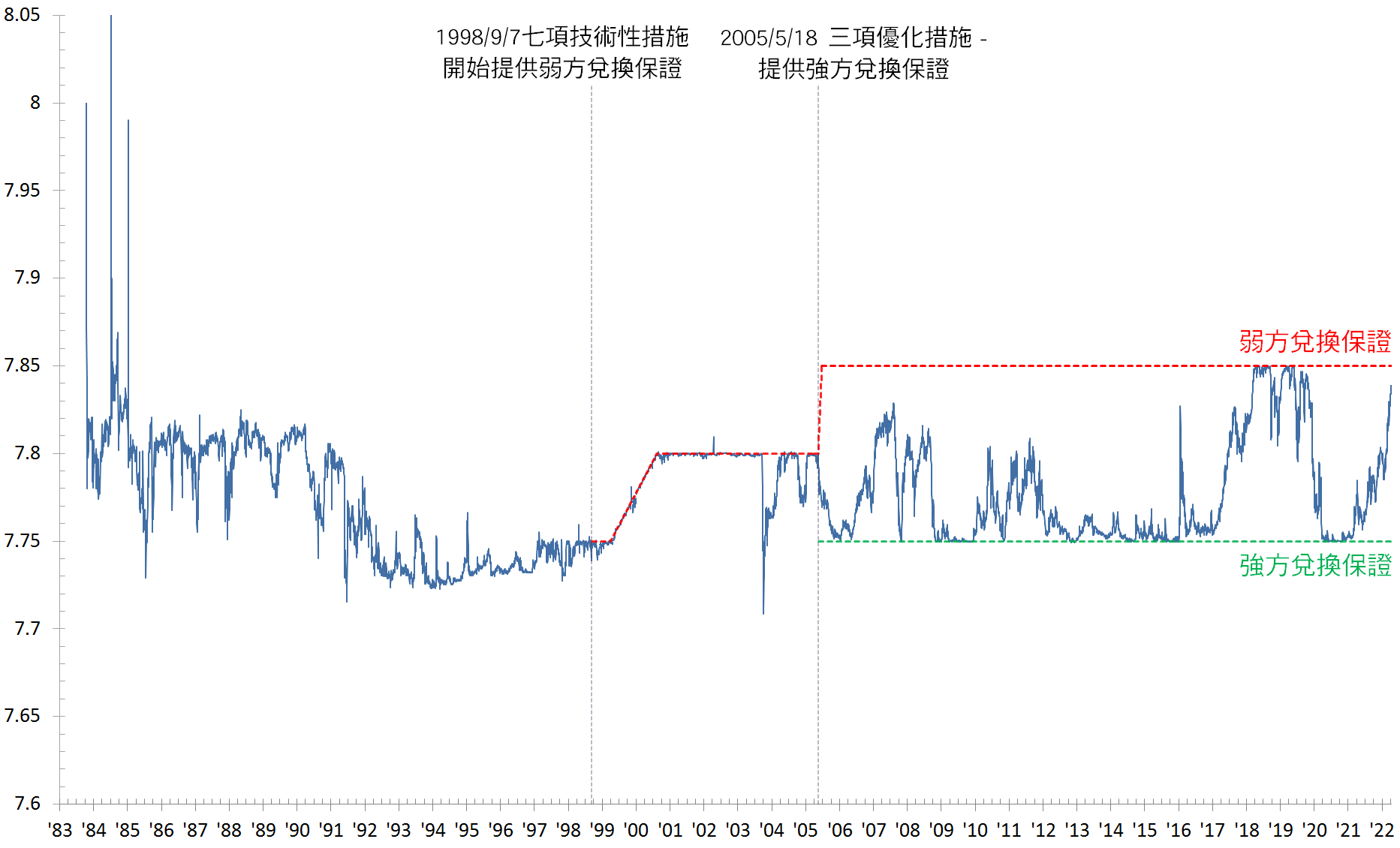
聯繫匯率實施及其後多項改良措施下的港元兌美元匯率圖

2003年底至2005年期間，由於美元疲弱，而香港經濟強勁復甦，加上市場揣測人民幣將會升值等等因素，香港持續錄得龐大的資金流入。儘管港元利率在一段長時間內低於同期美元利率，但仍無明顯資金流出。於是，金管局於2005年5月18日宣佈推出三項改良聯繫匯率制度運作的措施， 包括：
- 提供強方兌換保證（於每美元兌7.75港元的匯率水平時，金管局保證可以按聯繫匯率把美元兌換為港元）
- 將弱方兌換保證的匯率貶值至每美元兌7.85港元匯率水平
- 金管局可在兌換範圍內進行符合貨幣發行局原則的市場操作

金管局推出三項改善措施後，市場對港元匯率的預期趨向穩定。前金管局總裁任志剛認為三項改良措施行之有效，而提供明確的港元強方兌換保證，成功穩住了市場預期。

## 重要性
香港是一個政治和經濟獨立的城市，屬外向型開放性經濟體。而且香港政府奉行積極不干預的經濟政策，經濟自由度高，更曾被評為世上最自由的經濟體。聯繫匯率有助穩定香港經濟，減低外國經濟及匯率上的波動對香港做成的衝擊，亦可減低與香港從事貿易及外國投資者在香港投資的匯率風險。
香港資本帳完全開放，並擁有龐大的金融體系。全年計，商品與服務貿易總值相當於本地生產總值的三倍多。因此若海外市場大幅波動造成金融震盪，香港很容易受到影響。聯匯制度為香港提供穩定的貨幣支柱，減低進、出口商與國際投資者面對的外匯風險。而由於美元是本港對外貿易與金融交易所用的主要貨幣，所以美元順理成章成為港元的掛勾貨幣。
自1983年實施聯匯制度以來，港元匯率面對外來震盪仍能保持穩定。經歷了1987年股災、1990年波斯灣戰爭、1992年歐洲匯率機制危機、1994至95年墨西哥貨幣危機，以及1997至98年亞洲金融危機，聯匯制度却仍然未受影響。
此外香港作為國際金融中心，對外經濟往來頻繁，若港元自由浮動將對結算及交易帶來不便和風險，減低市場對香港的信心。聯繫匯率制度下享有以下的主要優點：計算簡易而減低交易費用；減低匯率浮動造成的不確定性的負面影響；避免浮動匯率制下的投機活動。
前金管局總裁任志剛認為，相比起浮動匯率，聯繫匯率制度在動盪的時勢能為香港帶來穩定，他指出了香港在浮動匯率制度時期所面對的困難：
|                      | 18年可以算是一段相當長的時間，比我們在1974至1983年實施浮動匯率制度的時間已長了一倍。但對我們這些比較年長的人來說，要記起在1983年10月推出聯匯制度的原因並不困難。在最壞的一段時間港元在兩日間大幅貶值15%，情況完全失控；市民對港元的信心崩潰；超級市場出現人龍搶購生活必需品，此等相信大家仍然記憶猶新。 |
| ——前金管局總裁任志剛 | |

## 限制
香港維持聯繫匯率制度的代價是必須面對著以下各種限制。

### 國際收支不能通过匯率調整
由於實行聯繫匯率，港元兌其他貨幣的升值還是貶值完全受制於美元兌該貨幣的匯率。然而，香港與美國的經濟環境不盡相同，若果香港面對競爭對手的貨幣貶值，或出口市場經濟衰退等海外或本地事件對經濟造成的衝擊時，不能透過匯率貶值去適應環境的變化，因而影響對外貿易和國際收支平衡等問題。
不同於浮動匯率制，市場上的波動不能透過自由浮動的匯率即時調整，即在聯繫匯率制度下國際收支或會出現不平衡。與其他類型的固定匯率制度相同，如果市場匯率高於聯繫匯率，外幣出現超額需求，因此香港便會有國際收支赤字。如果市場匯率低於聯繫匯率，即意味香港會有國際收支盈餘。龐大的赤字對經濟不利，經常帳赤字一般等同外債增加，而負債沉重更可能會令投資者卻步。龐大的經常帳盈餘則有機會受貿易保護主義之害。

### 輸入通貨膨脹[29]
在聯繫匯率及其他固定匯率制度之下，通貨膨脹會在國際間傳開，稱為輸入性通貨膨脹（輸入通脹）。而香港相對於美國的經濟規模很小，很容易受到美國方面的政策影響。
根據購買力平價理論，在固定匯率下如果外國物價上升，本地物價水平也會跟隨上升。該理論認為：匯率等於兩國物價水平的比率。以ED表示本幣匯率，PF表示外地物價，而PD表示本地物價，絕對購買力平價理論得出的匯率公式是：
- {\displaystyle E_{D}={\frac {P_{F}}{P_{D}}}}

而除了購買力平價理論的說法外，香港聯繫匯率制度的運作機制本身也是以控制貨幣供應量來調控利率，取得預期的資金流動方向來穩定匯率在聯繫匯率水平。因此當外國通脹時，香港貨物以外幣計算的價格相對下降，香港的出口會上升，令香港出現國際收支盈餘，匯率有升值壓力。在自動調節機制下，銀行持美元購入負債證明書發行港元，港元貨幣供應增加，通脹因此而加劇。再者，由於美國的量化寬鬆政策，美國利率下跌，港元利率相對较高，吸引資金流入以規避風險而對港元匯率形成升值壓力。因此香港也必須增加貨幣供應使得利率與美國看齊，堵塞資金流入，才可維持聯繫匯率。
除此以外，較多人提及的輸入通脹是指在聯繫匯率下，港元隨美元貶值，使香港的進口貨品的港元價格上升并加劇通脹。這亦是近期（約2010年始）香港通脹的主要推動力。美國經濟受金融海嘯衝擊，經濟狀況持續低迷，美國聯邦儲備局實施量化寬鬆政策使美元匯率持續下跌。因為美元兌人民幣貶值，意味港元也兌人民幣貶值，入口自中國內地的物品價格便因此急升。而在香港入口自中國內地的物品多不勝數，人民幣升值的影響波及香港的各個層面， 如食品價格的上揚對基層市民影響甚大。美國的量化寬鬆手段也許乃其經濟良藥，但藥效未顯已見其副作用：即大量資金流出而使其他地方通脹壓力升溫。在理論上，若非聯繫匯率港元犯不著跟隨美元貶值，港元匯率假若自由浮動，匯率可以調整以抵消外地物價變動的影響。
為應付通脹壓力，新加坡金融管理局于2010年輕微擴大新加坡元波幅範圍及斜度，新元匯價隨即上升。這是對抗輸入通脹的一例。

### 喪失貨幣政策自主權
貨幣政策是一國政府試圖對經濟進行宏觀調控的兩大工具之一（另一工具是財政政策）。貨幣政策的概要原理是利用貨幣供應調節利率，以利率及投資之間的關係對經濟施加刺激或緩衝。貨幣政策不像財政政策般面對排擠效應，又不用如推行財政政策時要面對國會組織的政治關卡，能行之迅捷。
然而，維持聯繫匯率制度的其中一個最大代價是喪失貨幣政策自主權。上文所述聯繫匯率制度是貨幣發行局制度，主要透過貨幣供應的增減來維持匯率水平，換言之，在聯匯制度下，香港的貨幣政策自動成為維持匯率穩定的工具。金管局亦指出維持匯率穩定乃香港之首要貨幣政策目標。
假設美國提高利率。香港出現資金外流，匯率有貶值壓力，於是香港減少貨幣供應量來推動利率跟隨美國上升，吸引資金回流。由此可見香港的利率將跟隨美國利率的步伐同升同跌。而在聯匯制度的機制下，事實上香港亦不能獨立控制利率。如果香港減息，資金會外流，令港元出現下調壓力。這時自動調節機制運作，發鈔銀行收緊貨幣供應量，慢慢使利率回升。簡言之，實施聯繫匯率制度便要把利率也一同「聯繫」了，所以香港不可能有獨立針對性的貨幣政策，削弱了香港政府對經濟周期的整治和調節能力。
香港利率需跟隨美國，但兩地經濟周期不同，合適的政策也不同。例如美國在金融海嘯期間實行量化寬鬆貨幣政策以刺激國內疲弱的經濟形勢。這逼使與美元掛勾的港元也必需增加貨幣供應壓低利率。結果是增加香港通脹壓力及有可能觸發經濟過熱。兩地經濟環境不同時有發生，又假設香港正值衰退期，但美國經濟卻繁榮，於是美國加息壓抑經濟過熱。香港跟隨調高利率，於是便阻延了香港的復甦步伐。

### 內部和外部目標衝突
有些情況下，外部目標（國際收支平衡）與內部目標（整治失業和通脹）會因為聯繫匯率而相衝突，政府便面對一個兩難局面。
- 通脹缺口和國際收支盈餘－通脹缺口即國民收入高於充分就業水平的收入，一般形容為經濟過熱。當此時國際收支有盈餘（即超額港幣需求，港元有升值壓力），聯繫匯率制度下貨幣供應量上升，利率下跌，以堵截資金流入。這會刺激總需求，加重通脹壓力。

- 緊縮缺口和國際收支赤字－緊縮缺口即國民收入低於充分就業水平的收入，即失業出現。若國際收支發生赤字，利率會上升以防止資金流失，才可維持聯繫匯率。然而，這會減少投資，令失業問題更嚴重。

這兩個情況下顯示了聯繫匯率制度要求以利率處理外部問題的缺點。當內部和外部目標衝突，浮動匯率制可以把外部問題交由匯率調整來解決，而內部問題則由貨幣政策著手處理。維持聯繫匯率不但要犧牲貨幣政策的自主性，更有機會造成與內部問題相衝突的貨幣政策。

## 替代方案討論
聯繫匯率制度自1983年施行以來，相關討論甚至質疑之聲一直沒有休止，尤其在當經濟或財政出現問題時。時逢環球金融危機，及一直維護聯繫匯率制度運作的前金管局總裁任志剛退休，香港社會上對聯繫匯率制度的存亡掀起了新一輪的討論。

### 修改現行匯率
此方案是指仍然與美元掛勾，但一次過修改現行匯率（1美元兌7.8港元）。這個方案好處是可以將經濟調整的部分壓力改由名義匯率來承受，從而減輕名義價格及工資調整帶來的痛楚。
這個建議的問題是政治上而非經濟上，因為經濟理論上的確可以透過修改匯率來適應環球經濟的變化，但這卻關係到投資者對港元匯率的信心，打擊聯繫匯率制度的公信力。此舉亦有機會觸發市場揣測日後還會再調整，增加在香港投資的風險。最終會打擊香港經濟及貨幣的穩定，影響長遠利益。

### 與其他貨幣掛鈎
鑒於美國正大受環球金融危機影響，經濟環境不景氣，於是也帶來了與其他貨幣掛鈎的相關討論。選擇掛勾貨幣時，需要衡量該貨幣所屬貨幣制度的公信力及穩定性和本身以該貨幣作交易單位的外貿及金融交易數額。由於聯繫匯率制度其中一個優點是省卻與掛勾貨幣之換算成本，因此涉及該貨幣的貿易額愈大所享有的利處也就愈大。現時美國為香港第二大的貿易夥伴，對美貿易總額僅次於中國大陸之後。 而且美元的公信力及穩定性亦難有其他貨幣取締。根據這個原則，除了美元外就只有人民幣適合掛勾。

#### 與人民幣掛鈎
與人民幣掛鈎是眾多替代方案中聲音較大的一項。原因之一是香港與中國內地的關係；其二是中國大陸自改革開放以來的經濟發展。然而，由於人民幣目前並非兌換性的流通貨幣，而維持聯繫匯率制度需要透過兌換的過程進行，因此在技術上與人民幣掛鈎是暫時不可能的。 而人民幣成為了自由兌換的流通貨幣則另作別論。

### 與一籃子貨幣掛鈎
人民幣在2005年進行了匯率制度改革， 實行以市場供求為基礎、參考一籃子貨幣進行調節、有管理的浮動匯率制度。人民幣匯率不再單一地盯住美元，形成更富彈性的人民幣匯率機制。
而仿傚人民幣，與一籃子貨幣掛鈎亦是主流意見聲音之一。若港元與一籃子貨幣掛勾，香港經濟受單一掛勾貨幣的匯率及利率大幅波動影響的機會將會減少，而且各種成份貨幣的升值貶升更可互相抵消，減低港元匯率大幅波動的機會。
但與一籃子貨幣掛勾的做法卻遠較聯匯制度複雜，透明度亦低得多。全球有不少地區的貨幣制度都是以一籃子貨幣的方式運作，但大部分情況下的貨幣構成都是保密。 如果港元與一籃子貨幣掛勾，貨幣政策的透明度及市場對其運作機制的掌握便會減低，因而可能影響對香港匯率制度的信心。再者，若與一籃子貨幣掛勾，金管局亦難以提供現行的兌換保證。

### 自由浮動
聯繫匯率有弊亦有利， 因此亦有意見指應該改行浮動匯率制取代聯繫匯率制。在理論上自由浮動的匯率可享有很多好處，不受聯繫匯率制度面對的限制影響，能有獨立的貨幣政策以達到價格穩定或經濟增長的目標。但誠如上述，香港是一個高度外向型的經濟體系又是一個城市而非國家，容易受國際資金流向波動的影響。而在香港這種開放的環境下，匯率可能會過度波動，甚至乎偏離其內部平衡點，繼而對香港經濟造成損害。加上如果實行自由浮動的匯率制度，匯價波動將會增加投資及貿易環境的不明朗因素，將不利香港扮演國際金融中心的角色。

### 美元化
美元化不一定要使用美元。美元化是指使用外幣（通常是美元或歐元）取代本地貨幣作為記帳與儲值單位，以及交易媒介。這有助穩定貨幣及金融制度。
但金管局將不能再享有發鈔利潤（鑄幣稅），例如港息可低於美息1厘。推行美元化後，此制度將難以取消。更重要的是，美元化並不能解決本地價格及成本結構的問題。

### 引用
1. 1 2   (PDF): page 2. 2005年11月  [2011-03-11]. （原始内容存档 (PDF)于2007-01-25）. （页面存档备份，存于）
2. 1 2  Jao YC.  [2001] (2001).  The Asian Financial Crisis and the Ordeal of Hong Kong.  Quorum, Greenwood.  ISBN 978-1-56720-447-6
3. ↑  金管局資料簡介（1）香港的聯繫匯率制度 (第二版) （页面存档备份，存于）金管局網站
4. ↑   (PDF): page 5. 2017年7月  [2017-07-26]. （原始内容存档于2018-10-26）. （页面存档备份，存于）
5. ↑   (新闻稿). 香港金融管理局. 2011年3月7日 （中文）.
6. ↑   (PDF): page 1. 2001年4月  [2011-03-11]. （原始内容存档 (PDF)于2020-09-18）. （页面存档备份，存于）
7. ↑   (PDF): page 11. 2005年11月  [2011-03-11]. （原始内容存档 (PDF)于2007-01-25）. （页面存档备份，存于）
8. ↑  HKMA. .   [2016-10-29]. （原始内容存档于2016-10-29）. （页面存档备份，存于）
9. ↑   (PDF): page 14. 2005年11月  [2011-03-11]. （原始内容存档 (PDF)于2007-01-25）. （页面存档备份，存于）
10. ↑  香港匯率制度的興替年表 （页面存档备份，存于）香港匯率制度的興替
11. ↑   (PDF): page 4. 2000年11月  [2011-03-11]. （原始内容存档 (PDF)于2009-10-24）. （页面存档备份，存于）
12. ↑  .   [2020-06-08]. （原始内容存档于2021-02-25）. （页面存档备份，存于）
13. 1 2   (PDF): page 6. 2005年11月  [2011-03-11]. （原始内容存档 (PDF)于2007-01-25）. （页面存档备份，存于）
14. 1 2   (PDF): page 8. 2000年11月  [2011-03-11]. （原始内容存档 (PDF)于2009-10-24）. （页面存档备份，存于）
15. 1 2  .   [2024-03-09]. （原始内容存档于2024-03-09）.
16. ↑   (PDF) (p.14). Census and Statistics Department.   [2024-03-09]. （原始内容存档 (PDF)于2023-01-25）. （页面存档备份，存于）
17. ↑  .   [2020-06-08]. （原始内容存档于2021-02-25）. （页面存档备份，存于）
18. 1 2  . 東方日報. 2023-10-15  [2024-03-09]. （原始内容存档于2024-03-14）.
19. ↑  . 香港政府新聞公報. 1998-12-17  [2025-01-14]. （原始内容存档于2025-01-23）.
20. ↑  捍衛聯繫匯率 （页面存档备份，存于）, 宋恩榮（中文大學經濟系教授及主任）
21. ↑  Cheetham, R. 1998. Asia Crisis. Paper presented at conference, U.S.-ASEAN-Japan policy Dialogue. School of Advanced International Studies of Johns Hopkins University, June 7-9, Washingtion, D.C.
22. ↑   (新闻稿). 香港金融管理局. 1998年9月5日  [2022年4月12日]. （原始内容存档于2019年10月11日）.
23. ↑   (PDF). 香港: 香港金融管理局. 2001: 26  [2018-03-05]. （原始内容存档 (PDF)于2020-08-06）. （页面存档备份，存于）
24. ↑   (新闻稿). 香港金融管理局. 2005年5月18日  [2018-03-05]. （原始内容存档于2018-10-25） （中文）.
25. ↑   (新闻稿). 香港貿易發展局. 2006年5月18日  [2011年3月11日]. （原始内容存档于2010年10月10日） （中文）.
26. ↑  . Heritage Foundation.   [2011-03-11]. （原始内容存档于2013-01-13）. （页面存档备份，存于）
27. ↑   (PDF): page 9. 2005年11月  [2011-03-11]. （原始内容存档 (PDF)于2007-01-25）. （页面存档备份，存于）
28. ↑   (新闻稿). 香港金融管理局. 2011年3月7日  [2011年3月11日]. （原始内容存档于2008年12月10日） （中文）.
29. ↑   (PDF). 2010年6月.
30. ↑   (新闻稿). 香港文匯報. 2010年8月26日  [2011年3月11日]. （原始内容存档于2010年8月30日） （中文）.
31. ↑   (新闻稿). 香港文匯報. 2010年10月15日  [2011年3月11日]. （原始内容存档于2010年10月18日） （中文）.
32. ↑  聯繫匯率制度 （页面存档备份，存于）金管局網站
33. ↑  香港應檢討聯繫匯率制度 （页面存档备份，存于）經濟通ET NET 2010-11-15
34. ↑  2010年香港的主要貿易伙伴 （页面存档备份，存于）工業貿易署網頁
35. ↑   (新闻稿). 香港商報. 2010年10月15日 （中文）.[永久]
36. ↑   (新闻稿). 香港星島日報. 2010年12月9日 （中文）.[永久]
37. ↑  2005年7月21日，《中国人民银行关于完善人民币汇率形成机制改革的公告》（中国人民银行公告〔2005〕第 16 号）
38. ↑   (新闻稿). 香港金管局. 2005年9月1日. （原始内容存档于2010年7月16日） （中文）.
39. ↑   (新闻稿). 香港東方日報. 2009年9月24日  [2011年3月11日]. （原始内容存档于2020年8月6日） （中文）.
40. ↑   (新闻稿). BBC 中文網. 2002年1月5日  [2011年3月11日]. （原始内容存档于2020年5月15日） （中文）.

### 书籍
- Jao, Y.C. . CA, USA: Greenwood. 2001. ISBN 1-56720-447-3.